# Allgemeine musikalische Zeitung
Die Allgemeine musikalische Zeitung (kurz AmZ) zählt neben der Neuen Zeitschrift für Musik zu den bedeutendsten Musikfachblättern des 19. Jahrhunderts. Sie wurde 1798 in Leipzig von Friedrich Rochlitz und dem Musikverleger Gottfried Christoph Härtel begründet, in dessen Verlag Breitkopf & Härtel sie erschien.
- 1798–1848 Allgemeine musikalische Zeitung, 50 Jahrgänge, Verlag: Breitkopf und Härtel, Leipzig. Es erschien zugleich das Intelligenz-Blatt zur allgemeinen musikalischen Zeitung. Neben Rochlitz (1798–1818) und Härtel (1819–1827) amtierten Gottfried Wilhelm Fink (1827–1842), Moritz Hauptmann (1843–1846) und Johann Christian Lobe (1846–1848) als Redakteure.
- 1863–1865 Allgemeine musikalische Zeitung Neue Folge, 3 Jahrgänge, Herausgeber: Selmar Bagge, Verlag: Breitkopf und Härtel.
- 1866–1868 Leipziger Allgemeine musikalische Zeitung, 3 Jahrgänge, Herausgeber: Selmar Bagge (bis 1868), Robert Eitner (1868), Friedrich Chrysander (1868f.), Verlag: Rieter-Biedermann, Leipzig und Winterthur.
- 1869–1882 Allgemeine musikalische Zeitung, 14 Jahrgänge, Herausgeber: Chrysander (bis 1871, 1875–1882), Joseph Müller (1871–1874).

Die Zeitschrift hat namentlich die Karrieren von Haydn und Beethoven maßgeblich begleitet, die beide ein Freiexemplar der Zeitschrift erhielten. Daneben hat sie mit dazu beigetragen, dass Mozart nach seinem frühen Tod zum dritten der großen Wiener Klassiker wurde.
Zu allen Jahrgängen besteht vom Répertoire International de la Presse Musicale (RIPM) eine Bearbeitung mit Kalender und Index:
- Ole Hass, Allgemeine musikalische Zeitung 1798–1848. 14 Bde. Baltimore, Maryland: RIPM, 2009
- Karl Kügle, Allgemeine musikalische Zeitung 1863–1869. 7 Bde. Ann Arbor, Michigan: UMI, 1995

Beide Publikationen enthalten ausführliche Einleitungen zu den Zeitschriften.

## Korrespondenten
- Barmen: Emil Kamphausen
- Basel: Selmar Bagge
- Berlin: Friedrich Wilhelm Jähns, Philipp Spitta
- Bonn: Hermann Deiters
- Frankfurt am Main: Wigand Oppel
- Göttingen: Eduard Hille, E. Krueger
- Hamburg: Emil Krause
- Kempten: Adolf Thürlings
- Köln: Samuel de Lange, R. E. Reusch
- Kopenhagen: Anton Rée (1820–1886, dänischer Pianist)
- Leipzig: Franz von Holstein, Albert Tottmann, Gustav Wustmann
- Magdeburg: Alexander Ritter
- München: Karl Emil von Schafhäutl, Friedrich Stetter, L. Stetter, G. von Tucher
- Potsdam: Paul Waldersee
- Stuttgart: Bernhard Gugler
- Triest: Eduard Bix
- Wien: Martin Gustav Nottebohm, A. Tuma